# 西脇唯
西脇 唯（にしわき ゆい、1968年 11月16日 - ）は、日本のシンガーソングライター、作詞家、作曲家、作家。

## 人物・概要
1992年7月1日、劇場アニメ映画『風の大陸』の主題歌『風の大陸』をにビクター音楽産業よりシングルリリース。同年、テレビ朝日系全国ネットアニメ『ドラえもん』のエンディングテーマ『あしたも♥ともだち』（にしわきゆい名義）を日本コロムビアよりシングルリリース。1993年5月21日、キングレコードよりシングル『7月の雨なら』をリリースしメジャーデビュー。
1998年、キングレコードからワーナーミュージック・ジャパンへレコード会社を移籍し、シングル『君がいるから・・』をリリース。2000年末の契約終了後からインディーズへと活動の場を移した。音楽活動から距離を置いた理由は、レコード会社と所属事務所によるトラブルの板挟みにあい、自らの意思で楽曲をリリースできなくなったため。
歌手デビュー以前の1989年より作詞家・作曲家として活動していた。現在も他の歌手に楽曲提供している。また、作家として書き下ろし小説を出版している。
病を患っており、ときおり入院している（病名は非公表）。メジャー活動中にライブの開催が少なかったのはそのため。

## ディスコグラフィー

### シングル
|                                 | 発売日           | タイトル                     | カップリング                           | 規格             | 規格品番         |
| ビクター音楽産業                | ビクター音楽産業 | ビクター音楽産業             | ビクター音楽産業                       | ビクター音楽産業 | ビクター音楽産業 |
| ------------------------------- | ---------------- | ---------------------------- | -------------------------------------- | ---------------- | ---------------- |
| -                               | 1992年7月1日     | 風の大陸                     | 空と海のカノン                         | 8cmCD            | VIDL-99          |
| 日本コロムビア にしわきゆい名義 |                  |                              |                                        |                  |                  |
| -                               | 1992年10月21日   | あしたも♥ともだち            | ドラえもんのうた (歌:山野さと子)       | 8cmCD            | CODC-111         |
| キングレコード / KMW            |                  |                              |                                        |                  |                  |
| 1st                             | 1993年5月21日    | 7月の雨なら                  | ノースリーブ                           | 8cmCD            | KIDS-133         |
| 2nd                             | 1993年11月3日    | 忘れない/風の住む星          |                                        | 8cmCD            | KIDS-160         |
| 3rd                             | 1994年4月30日    | 見つめずには いられない      | 出会った頃のように                     | 8cmCD            | KIDS-190         |
| 4th                             | 1994年5月25日    | “彼女”になりたかった日       | いちばんやさしい風はあなたが持っている | 8cmCD            | KIDS-180         |
| 5th                             | 1994年10月5日    | 思い出が降る街で             | 気持ちをちょっと#にして                | 8cmCD            | KIDS-210         |
| 6th                             | 1995年1月18日    | 思いをはせることだけは自由   | 最後のバレンタイン                     | 8cmCD            | KIDS-230         |
| 7th                             | 1995年7月5日     | 「二人」に帰ろう             | ゆるやかな虹のように                   | 8cmCD            | KIDS-245         |
| 8th                             | 1996年2月3日     | 愛していると言えない         | やさしさはやさしさの中で               | 8cmCD            | KIDS-253         |
| 9th                             | 1996年11月21日   | Holy Snow                    | それでもいい                           | 8cmCD            | KIDS-317         |
| 10th                            | 1997年4月23日    | 愛する星で                   | Solitude                               | 8cmCD            | KIDS-354         |
| 11th                            | 1997年11月6日    | 明日もあなたに恋するでしょう | あきらめないで                         | 8cmCD            | KIDS-334         |
| ワーナーミュージック・ジャパン  |                  |                              |                                        |                  |                  |
| 12th                            | 1998年5月20日    | 君がいるから・・             | 忘れないで                             | 8cmCD            | WPD6-9175        |
| 13th                            | 1999年2月15日    | ハピネス                     | 電話の向こうの君に今、言えること       | 8cmCD            | WPD7-10001       |
| 14th                            | 1999年2月24日    | はてしなく青い空を見た       | BLUE PLANET                            | 8cmCD            | WPD7-10002       |
| 15th                            | 1999年5月12日    | Antique                      | 好きな本を一冊持って                   | 8cmCD            | WPD7-10005       |

### アルバム

#### オリジナル・アルバム
|                                | 発売日               | タイトル                               | 規格                 | 規格品番             |
| キングレコード / KMW           | キングレコード / KMW | キングレコード / KMW                   | キングレコード / KMW | キングレコード / KMW |
| ------------------------------ | -------------------- | -------------------------------------- | -------------------- | -------------------- |
| 1st                            | 1993年7月21日        | それはひとつしかなくて                 | 12cmCD               | KICS-332             |
| 2nd                            | 1993年12月1日        | さよならの場所で会いましょう           | 12cmCD               | KICS-370             |
| 3rd                            | 1994年7月21日        | いちばんやさしい風はあなたが持っている | 12cmCD               | KICS-440             |
| 4th                            | 1995年3月16日        | 恋していた時間が忘れるための時間       | 12cmCD               | KICS-479             |
| 5th                            | 1995年12月6日        | ふたりのあいだ                         | 12cmCD               | KICS-512             |
| 6th                            | 1996年12月21日       | Unison                                 | 12cmCD               | KICS-596             |
| 7th                            | 1997年12月3日        | いつもひとつしか傘はいらなかった       | 12cmCD               | KICS-648             |
| ワーナーミュージック・ジャパン |                      |                                        |                      |                      |
| 8th                            | 1999年5月26日        | LEKTION                                | 12cmCD               | WPC7-10028           |
| GEMMATIKA Records              |                      |                                        |                      |                      |
| 9th                            | 2004年12月2日        | 花明かり                               | 12cmCD               | RSCG-1030            |

#### ベスト・アルバム
|                                | 発売日                         | タイトル                                                  | 規格                           | 規格品番                       | 備考 |
| ワーナーミュージック・ジャパン | ワーナーミュージック・ジャパン | ワーナーミュージック・ジャパン                            | ワーナーミュージック・ジャパン | ワーナーミュージック・ジャパン | ワーナーミュージック・ジャパン |
| ------------------------------ | ------------------------------ | --------------------------------------------------------- | ------------------------------ | ------------------------------ | --- |
| 1st                            | 1998年7月1日                   | yui                                                       | 12cmCD                         | WPC6-8431                      | キングレコードの楽曲も収録。 |
| 2nd                            | 1998年11月15日                 | Noel〜yui's winter collection〜                           | 12cmCD                         | WPC7-8516                      | ウィンターソングにリアレンジが施されたベストアルバム。 |
| キングレコード / KMW           |                                |                                                           |                                |                                | |
| 3rd                            | 2000年9月6日                   | YUI NISHIWAKI SINGLES COLLECTION                          | 12cmCD                         | KICS819/20                     | キングレコード・ワーナーミュージック・ジャパンよりリリースされたシングル曲全曲とシングルカップリング曲一部を完全収録したシングルコレクションアルバム。 新曲『Ring』も収録。 |
| キングレコード                 |                                |                                                           |                                |                                | |
| 4th                            | 2003年9月26日                  | ビューティー・パワー・スーパー・セレクション 西脇唯ベスト | 12cmCD                         | KICS-2436                      | シングル曲を中心とした内容になっている。ワーナーミュージック・ジャパンからリリースされたシングル曲も収録。 ただし、1999年リリースの『ハピネス』は未収録。                   |
| 5th                            | 2010年7月7日                   | 西脇唯 パーフェクト・ベスト                               | 12cmCD                         | KICS-1587                      | キングレコードからリリースされたシングル曲を中心に収録したベストアルバム。                                                                                                  |

#### ミニ・アルバム
|             | 発売日        | タイトル          | 規格        | 規格品番    |
| Petit Kanon | Petit Kanon   | Petit Kanon       | Petit Kanon | Petit Kanon |
| ----------- | ------------- | ----------------- | ----------- | ----------- |
| 1st         | 2001年8月13日 | Everlasting Wish1 | 12cmCD      | BO-5097     |
| 2nd         | 2003年2月14日 | Everlasting Wish2 | 12cmCD      |             |

#### 参加アルバム
| 発売日                            | タイトル                             | 規格品番                          | 曲名                              |
| キングレコード / スターチャイルド | キングレコード / スターチャイルド    | キングレコード / スターチャイルド | キングレコード / スターチャイルド |
| --------------------------------- | ------------------------------------ | --------------------------------- | --------------------------------- |
| 1991年1月15日                     | 桃太郎伝説外伝 月恋                  | KICA-38                           | ムーンバイブル                    |
| ワーナーミュージック・ジャパン    |                                      |                                   |                                   |
| 1998年11月26日                    | ATOM KIDS Tribute to the king "O.T." | WPC6-8522                         | あの日君はたった一人で            |

### 映像作品
|                      | 発売日               | タイトル                                             | 規格                 | 規格品番             | 備考 |
| キングレコード / KMW | キングレコード / KMW | キングレコード / KMW                                 | キングレコード / KMW | キングレコード / KMW | キングレコード / KMW                                                                                        |
| -------------------- | -------------------- | ---------------------------------------------------- | -------------------- | -------------------- | --- |
| 1st                  | 1995年12月21日       | それはひとつしかなくて〜西脇唯ファースト・コンサート | VHS                  | KIVM-95              | 1995年4月19日に東京厚生年金会館で行われたコンサート『それはひとつしかなくて』の模様を収録したライブビデオ。 |
| 1st                  | 1995年12月21日       | それはひとつしかなくて〜西脇唯ファースト・コンサート | LD                   | KILM-41              | 1995年4月19日に東京厚生年金会館で行われたコンサート『それはひとつしかなくて』の模様を収録したライブビデオ。 |

### タイアップ一覧
| 楽曲                                   | タイアップ                                                                 | 収録作品                                           |
| -------------------------------------- | -------------------------------------------------------------------------- | -------------------------------------------------- |
| 風の大陸                               | 映画『風の大陸』主題歌                                                     | シングル「風の大陸」                               |
| 空と海のカノン                         | 映画『風の大陸』イメージソング                                             | シングル「風の大陸」                               |
| あしたも♥ともだち                      | テレビ朝日系アニメ『ドラえもん』エンディングテーマ                         | シングル「あしたも♥ともだち」                      |
| 7月の雨なら                            | テレビ朝日系『トゥナイト』エンディングテーマ                               | シングル「7月の雨なら」                            |
| 忘れない                               | テレビ朝日系『世界とんでも!?ヒストリー』エンディングテーマ                 | シングル「忘れない/風の住む星」                    |
| 風の住む星                             | カルビーポテトチップスCMソング                                             | シングル「忘れない/風の住む星」                    |
| 見つめずには いられない                | フィリップモリス スーパーライトCMソング                                    | シングル「見つめずには いられない」                |
| “彼女”になりたかった日                 | テレビ朝日系月曜ドラマ・イン『クニさんちの魔女たち』エンディングテーマ     | シングル「“彼女”になりたかった日」                 |
| いちばんやさしい風はあなたが持っている | 郵便局 簡易保険CMイメージソング                                            | シングル「“彼女”になりたかった日」                 |
| 窓をあけてドアをあけて                 | テレビ朝日系『紺野美沙子の科学館』エンディングテーマ                       | アルバム『いちばんやさしい風はあなたが持っている』 |
| 思い出が降る街で                       | テレビ朝日系『謎ジパング あなたの知らない日本』エンディングテーマ          | シングル「思い出が降る街で」                       |
| 思いをはせることだけは自由             | 東京アカデミーCMイメージソング                                             | シングル「思いをはせることだけは自由」             |
| 「二人」に帰ろう                       | テレビ朝日系アニメ『H2』エンディングテーマ                                 | シングル「「二人」に帰ろう」                       |
| ゆるやかな虹のように                   | テレビ朝日系アニメ『H2』挿入歌                                             | シングル「「二人」に帰ろう」                       |
| 愛していると言えない                   | テレビ朝日系『トゥナイト2』エンディングテーマ                              | シングル「愛していると言えない」                   |
| Holy Snow                              | テレビ朝日系『快楽通信』エンディングテーマ                                 | シングル「Holy Snow」                              |
| 愛する星で                             | TBS系『世界・ふしぎ発見!』エンディングテーマ                               | シングル「愛する星で」                             |
| 明日もあなたに恋するでしょう           | テレビ朝日系『真夜中人魚』オープニングテーマ                               | シングル「明日もあなたに恋するでしょう」           |
| 「ピュア」〜夢見る力を信じて〜         | テレビ朝日系『全国高校バスケットボール』テーマソング                       | アルバム『いつもひとつしか傘はいらなかった』       |
| 君がいるから・・                       | よみうりテレビ・日本テレビ系アニメ『金田一少年の事件簿』オープニングテーマ | シングル「君がいるから・・」                       |
| ハピネス                               | フジテレビ系ドラマ『幸せづくり』主題歌                                     | シングル「ハピネス」                               |
| はてしなく青い空を見た                 | よみうりテレビ・日本テレビ系アニメ『金田一少年の事件簿』エンディングテーマ | シングル「はてしなく青い空を見た」                 |
| Antique                                | テレビ朝日系『トゥナイト2』エンディングテーマ                              | シングル「Antique」                                |

## 楽曲提供
- 安達祐実 「空に手をかざしたら」（作詞）
- 五十嵐浩晃 「優しいパレード」「風のエールが聞こえる街で」（作詞）
- 生稲晃子 「朝露の瞳」（作詞・西脇淳子名義）
- 池澤春菜 「いつの日か」（作詞）「LUCKY ZONE」（作詞・作曲）
- 今井優子 「薔薇色の魚たち」「あなたに逢うまでのソリチュード」（作詞・作曲）
- 岩崎宏美 「幸せになろう」（作詞）
- 大沢誉志幸 「ずっと甘い口唇」「遠い約束」（作詞）
- 大谷育江 「空と海のかおる街で」（作詞）「WHY」（作詞・作曲）
- 大西結花 「Drivin' Heart」（作詞）
- Megumi 「瞳のかなたに」（作詞・作曲）
- 奥居香 「帰り道」（作詞）
- 折笠富美子 「カラオケ天国」（作詞）
- 笠原弘子 「どんな恋でも」（作詞・作曲）
- かとうれいこ 「Virgin Heart」「Get My Love」（作詞）
- 葛山信吾 「今を生きてる」「君にはきっとかなわない」「君に会いたい夜と朝」（作詞）
- 木原さとみ 「Cherry Merry Kiss!」（作詞・作曲）
- 金月真美 「Love is the one thing in your life」「ふりむかないで」「ただ声が聴きたくて」「Love You Forever」「Lovingly」（作詞・作曲）
- 國府田マリ子 「Shining Moon」（作詞）
- 小森まなみ 「金の風 銀の船」（作曲）
- 酒井法子 「アンサンブル」（作詞・作曲）
- 桜っ子クラブさくら組 「DO-して」（作詞）
- サスケ 「青いベンチ」（補作詞）
- 佐藤聖子 「星のいない週末」「PAIN」「空にキスをするように」「一緒にいよう」他多数（作詞）
- ジョー・リノイエ 「それだけしか言えない」（作詞）
- 瀬戸朝香 「夏色の“永遠”」「離さない 離せない」「出逢えてよかった」（作詞・作曲）
- Sonar Pocket 「アリガトウ」（作詞）
- 丹下桜 「じぶんにできる何かで」（作詞・作曲）
- 辻本祐樹 「ずっと君のとなりを歩いて」「「明日」へつづく歩道」
- 傳田真央 「Happy Ever After」（作詞）
- 中川亜紀子 「Everyday」「言葉にできない」（作詞・作曲）
- 中山美穂 「Treasure」（作詞・補作曲）「P.S.夏の国から」（作詞・作曲）
- 難波圭一 「それはある日突然に始まる」（作詞）
- 西村ちなみ 「ALIVE」（作詞・作曲）
- 林原めぐみ「真夏のバレンタイン」「カレッジリングを買いにゆこう」「恋のScramble Race」「EL WAKT」（作詞）「BECAUSE」（作詞・作曲）
- 久川綾 「ため息が眠らない」（作詞・作曲）
- 平松晶子 「ROMANCE」（作詞・作曲）
- 深見梨加 「一緒にいたかった」（作詞・作曲）
- 松田博幸 「Stop Your Crying」「Hello」（作詞）
- 松野太紀 「君しかいないよ」（作詞）「ひとつひとつの思い出の中に」（作詞・作曲・補編曲）
- 松野太紀・中川亜紀子 「Forever」（作詞・作曲）
- マリーン・玉置浩二 「窓 〜愛は終わらない〜」（作詞）
- 水樹奈々 「Smile Smile」※PS2用ゲーム『リーヴェルファンタジア』イメージソング （作詞・作曲）
- 観月ありさ 「満天の星の下で」（作詞・作曲）
- 宮地真緒 「花時雨」（作詞）
- ムッシュかまやつ 「BLUEでできた僕たちの楽園」（作詞）
- 持田真樹 「会いたい気持ちでずっと」（作詞・作曲）
- 矢尾一樹 「こんな日が来るとは思わずに」（作詞）
- 山崎和佳奈 「いいよね」（作詞・作曲）
- 森口博子 「スピード」「With Your Love」「I wish〜君がいるこの街で〜 」（作詞）「ホイッスル」（補作詞）「ETERNAL WIND〜ほほえみは光る風の中〜」「やさしい星で」（作詞・補作曲）「恋はタヒチでアレアレア!」「あなたといた時間」「その胸の中でずっとずっと」（作詞・作曲）他多数
- 森山良子 「幸せの場所」（作詞）
- やなわらばー 「鳳仙花」（作詞）
- 湯別メインストリート 「Don't Mind 〜ドンマイ〜」「君と出会って」「今日はいい日だなぁ」「明日へとつづく空」（作詞）
- 吉村麻希 「絶対会えてよかった」（作詞）
- 米倉千尋 「Strawberry Fields」（作詞）
- ribbon 「Merry Kiss Holy Smile」（作詞）
- 梨花 「月の媚薬」（作詞・作曲）
- LINDBERG 「JUMP」「10セントの小宇宙」「きみにできるすべて」「TOUCH DOWN」「君につづくHISTORY」（作詞・西脇淳子名義）
- ROmantic Mode 「Resolution」「LIBERTY」「Love is the Destiny」（作詞）
- 和久井映見 「毎日会いたい」「いつか忘れましょう…」「海辺の休日」（作詞）
- RD 「DON'T STOP! CARRY ON!」（作詞）

## 出演番組

### ミュージックステーション
テレビ朝日系音楽番組「ミュージックステーション」にはこれまでに10回出演している。
| 回 | 年     | 放送日   | 披露曲                     |
| -- | ------ | -------- | -------------------------- |
| 1  | 1993年 | 6月18日  | 7月の雨                    |
| 2  | 1993年 | 7月16日  | 7月の雨                    |
| 3  | 1993年 | 11月19日 | 忘れない                   |
| 4  | 1994年 | 1月14日  | 風の住む星                 |
| 5  | 1994年 | 5月6日   | 見つめずにはいられない     |
| 6  | 1994年 | 6月3日   | “彼女”になりたかった日     |
| 7  | 1994年 | 10月14日 | 思い出が降る町で           |
| 8  | 1995年 | 2月17日  | 思いをはせることだけは自由 |
| 9  | 1995年 | 7月7日   | 「二人」に帰ろう           |
| 10 | 1996年 | 2月9日   | 愛しているといえない       |

## 著書
- 「愛することはやめない」：1996年3月30日（ソニー・マガジンズ）
- 「Start」：2000年1月20日（ティ・アイ・エス）